# کبوتر جنگلی سری‌لانکایی
کبوتر جنگلی سری‌لانکایی (نام علمی: Columba torringtoniae) نام یک گونه از سرده کبوتر است.